# Дуарте, Рубен
Рубе́н Дуа́рте Са́нчес (исп. Rubén Duarte Sánchez; род. 18 октября 1995[…], Альмерия, Андалусия) — испанский футболист, центральный защитник клуба «УНАМ Пумас».

## Карьера
Дуарте родился в Альмерии, Андалусия, и в 13 лет, в 2009 году, поступил в молодёжную академию «Эспаньола» из клуба «Полидепортиво». В 2012 году к игроку приценивался «Манчестер Сити», в том же году он дебютировал за резервную команду «Эспаньола» в Сегунде В.
7 января 2015 года Дуарте сыграл первый матч за взрослую команду, проведя на поле все 90 минут в матче против «Валенсии» (1-2) в Кубке Испании. В Примере игрок дебютировал 8 февраля также в матче против «Валенсии», вновь проигранном каталонцами 1-2, но уже дома.
11 июня 2015 года Дуарте продлил контракт с каталонцами до 2019 года, чему поспособствовало периодическое появление игрока в основе клуба.
1 июля 2017 года «Эспаньол» продал защитника Рубена Дуарте в «Алавес».